# Branchinecta gigas
Branchinecta gigas là một loài tôm sinh sống ở tây Canada và Hoa Kỳ. Nó là loài tôm lớn trong Anostraca, có chiều dài 86 mm (3,4 in) long. Chúng ăn tôm nhỏ hơn.
Chúng trưởng thành về sinh dục khi cơ thể dài 45–50 milimét (1,8–2,0 in) và dài đến 86 mm (3,4 in) long; con đực dài 66 mm (2,6 in). Unpublished records exist of individuals up to 180 mm (7,1 in) long.